# Battaglia di Utica (240 a.C.)
La battaglia di Utica (240 a.C.), vide affrontarsi l'esercito cartaginese al comando di Annone II il Grande contro i mercenari rivoltosi durante la guerra dei mercenari. I mercenari, inizialmente sconfitti, abbandonano l'assedio della città di Utica. Dopo il suo insediamento, Annone trascurò le difese ed i ribelli si riorganizzarono sconfiggendo le truppe cartaginesi.